# Phacellium carneum
Phacellium carneum är en svampart som först beskrevs av Cornelius Anton Jan Abraham Oudemans, och fick sitt nu gällande namn av U. Braun 1990. Phacellium carneum ingår i släktet Phacellium och familjen Mycosphaerellaceae.   Inga underarter finns listade i Catalogue of Life.